# Брдарці
Брдарці (словен. Brdarci) — поселення в общині Чрномель, Південно-Східна Словенія, Словенія. Висота над рівнем моря: 162,9 м.